# Saint-Malo (zatoka)
Saint-Malo (fr. Golfe de Saint-Malo) – zatoka kanału La Manche, położona we Francji, u północnych brzegów Bretanii, pomiędzy Półwyspem Bretońskim a półwyspem Cotentin. Ma 110 km długości, około 130 km szerokości (u wejścia) i do 51 m głębokości. Na wschodzie i południu zatoki występują liczne ławice i skały wynurzające się przy odpływie. Linia brzegowa zatoki jest dobrze rozwinięta, w jej skład wchodzą liczne mniejsze zatoki, spośród których największe to Saint-Brieuc oraz Mont-Saint-Michel (na której znajduje się wyspa Mont Saint-Michel). W północnej części zatoki znajdują się Wyspy Normandzkie. Zatoka jest znana z wysokich pływów morskich o średniej wysokości wynoszącej 12 m, a w estuariach na południu do 15 m. U ujścia rzeki Rance do zatoki znajduje się pierwsza na świecie elektrownia pływowa. Do zatoki uchodzą rzeki Trieux, Rance, Couesnon i Sélune. Główne porty zatoki to Saint-Malo, Granville oraz Saint-Brieuc. Wybrzeże zatoki jest usiane licznymi kurortami i ośrodkami turystycznymi (m.in. Avranches).